# 푸에르토야노

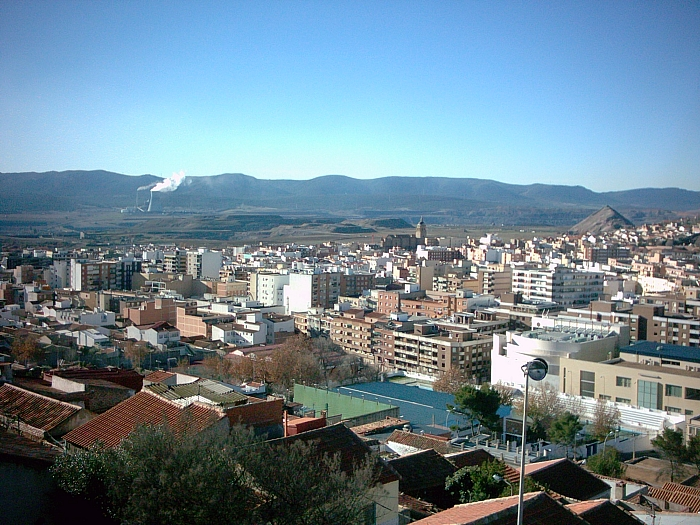
푸에르토야노 시가지

푸에르토야노(스페인어: Puertollano)는 스페인 카스티야라만차 지방 시우다드레알 주에 위치한 도시로 면적은 226.74km2, 높이는 708m, 인구는 51,842명(2009년 기준), 인구 밀도는 230명/km2이다.
도시 이름은 스페인어로 "평지(llano)를 지나가다(puerto)"를 뜻한다. 카스티야라만차 지방에서 규모가 큰 공업 도시로서 마드리드와 세비야를 연결하는 AVE(스페인의 고속철도) 노선이 지나간다.

시 문장

## 사진

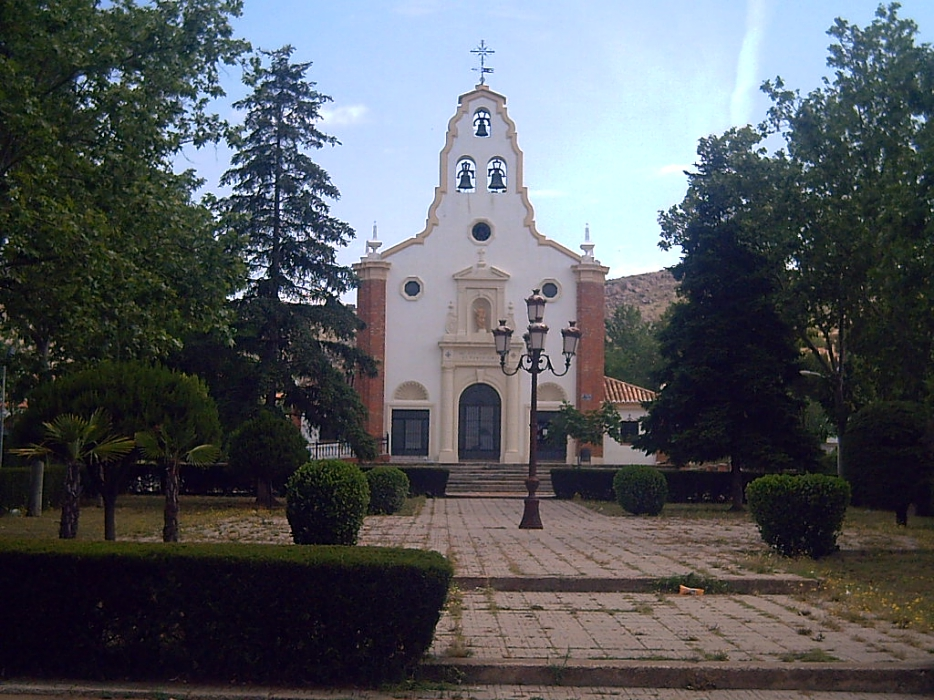
푸에르토야노 산타바르바라 교회